# Zestaponi
Zestaponi (gruz. ზესტაფონი) – miasto w środkowej Gruzji, w regionie Imeretia.
Zestafoni położone jest w historycznej części Gruzji - Margveti. Leży w centrum Margveti w eparchii gruzińskiego Kościoła prawosławnego. Miasto zbudowane jest na obu brzegach rzeki Kvirila.
W mieście rozwinął się przemysł metalurgiczny, winiarski oraz odzieżowy.
Przez miasto przebiegają linie kolejowe, którymi kursują pociągi pomiędzy Kutaisi i Tbilisi oraz Kutaisi i Saczchere.

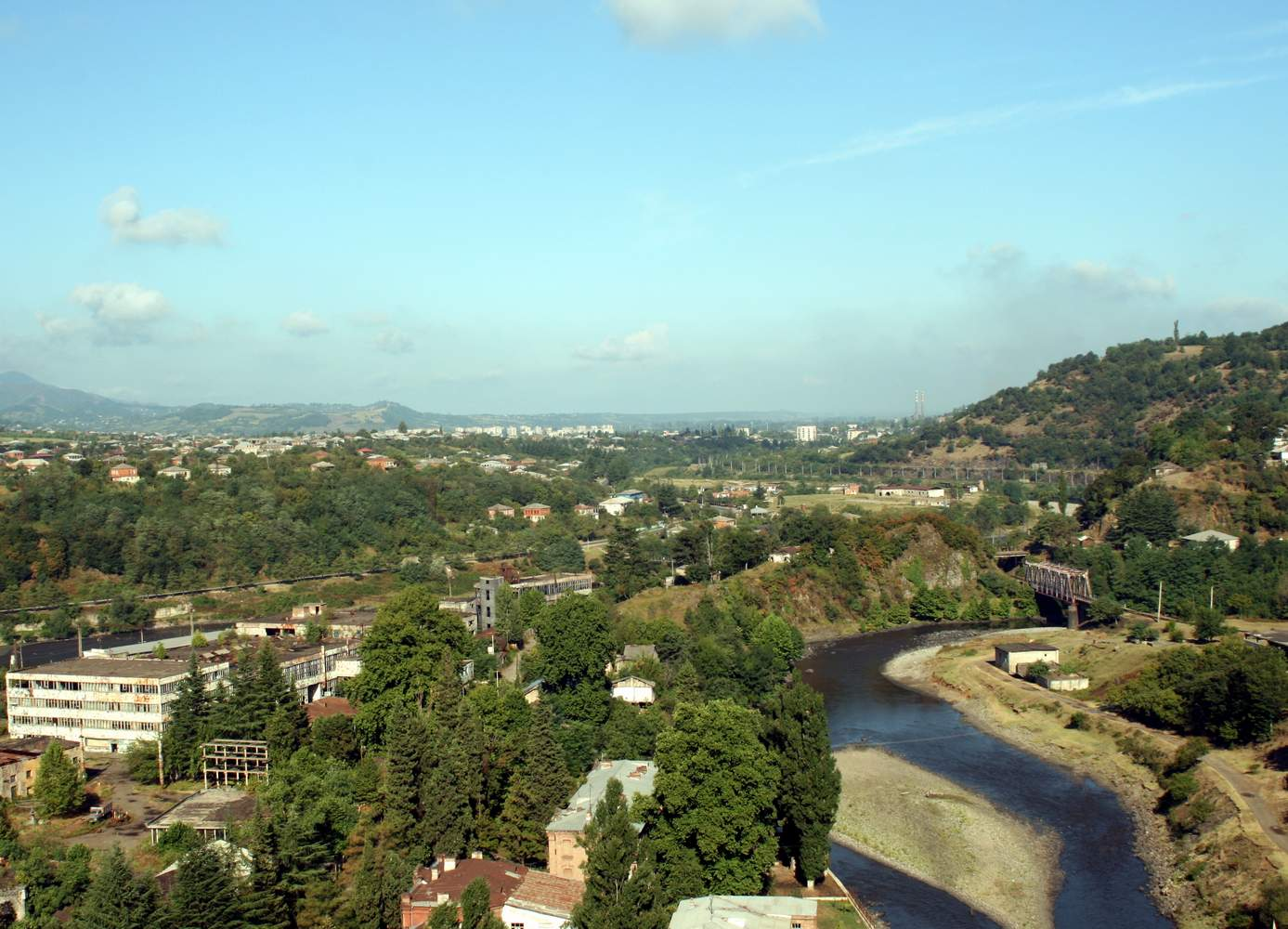
Widok na miasto z twierdzy Shorapani
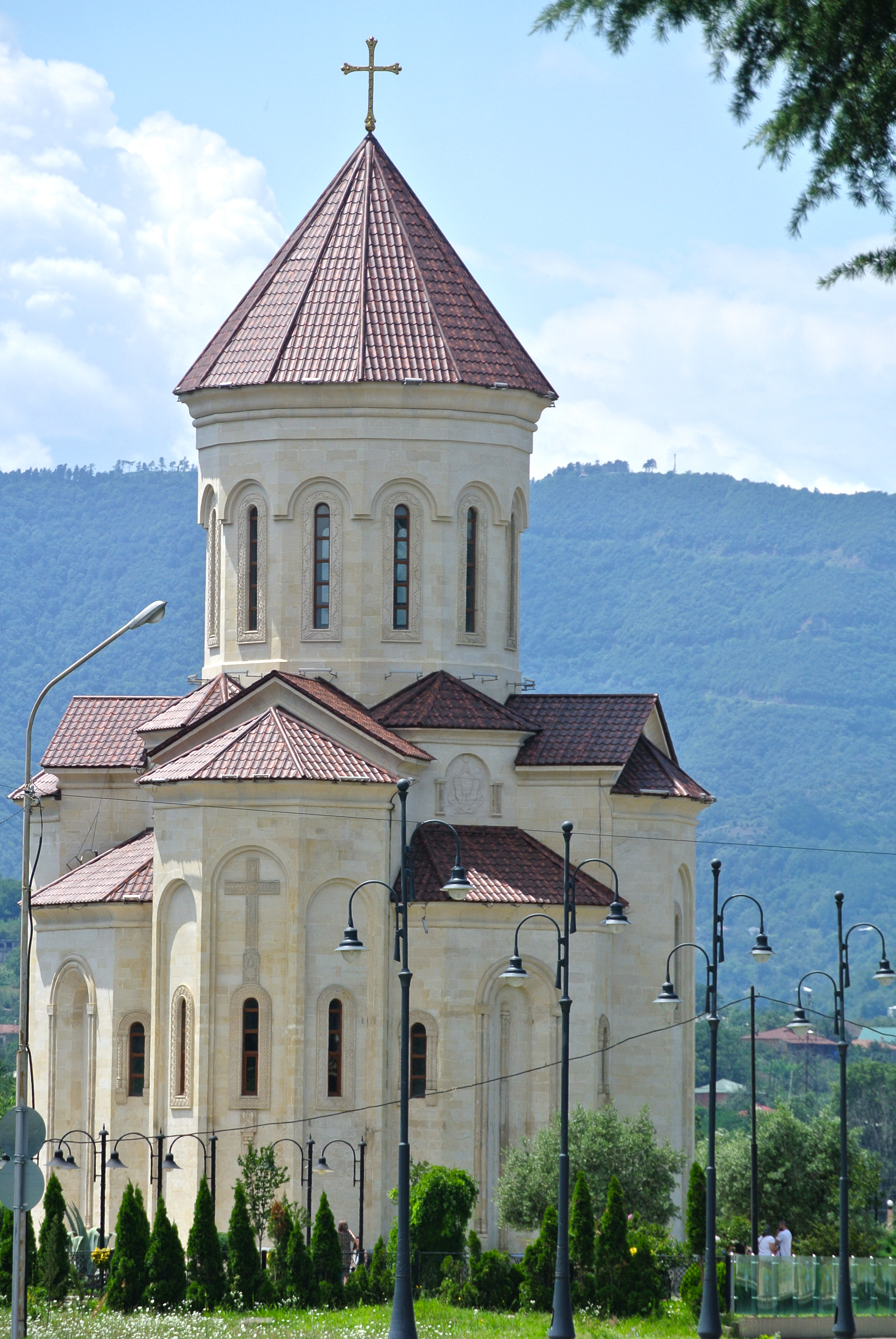
Cerkiew